# Philus longipennis
Philus longipennis es una especie de escarabajo longicornio del género Philus, tribu, Philini, orden, Coleoptera. Fue descrita por Pic en 1930.

## Descripción
Mide 18 mm de longitud.

## Distribución
Se distribuye por Camboya.